# インマヌエル

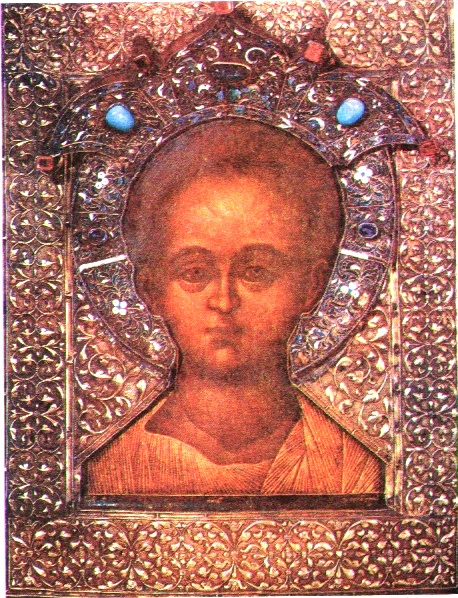
インマヌエルのイコン（1668年、ロシア美術館所蔵）

インマヌエル（ヘブライ語: עִמָּנוּאֵל、Immanuel、Emmanuel、Imanu'el）は、旧約聖書に登場する人物。『イザヤ書』7章14節、同8章8節にその誕生が預言される。キリスト教の新約聖書の『マタイによる福音書』1章23節にも登場する。インマヌエルは二つの言葉、インマヌ（עמנו 、Immanu、われらとともにいる）とエル（אל 、El、神）を組み合わせた名前で、「神はわれらとともに」の意味である。

## イザヤ書におけるインマヌエル
預言者イザヤがいた当時、ユダヤ人の王国は北のイスラエル王国と南のユダ王国に分かれていた。アッシリアの圧力が高まる中、ユダ王国の王アハズはアッシリアに臣従したが、アッシリアに敵対するアラム（ダマスカス）とイスラエル（エフライム）が同盟を組んだという知らせが届き、ユダ王国の王も民も同盟軍の侵略の脅威の前に動揺していた（シリア・エフライム戦争）。
『イザヤ書』7章によればこの時、預言者イザヤはアハズ王のもとに赴き、事態をおそれずに神に従うこと、そうすればアラムとイスラエルの侵略も成功しないだろうという神からの言葉をアハズに伝える。アハズ王は神の言葉を受け取るのをためらうが、これに対しイザヤはまだ信じようとしないのかと言い、神の言葉が正しい証拠として、「インマヌエルという名の子が生まれる」という「しるし」をあなたたちは受け取るだろう、と告げる。インマヌエルが大きくなる前にアラムもイスラエルも崩れ落ち、諸国が荒廃する代わりにユダには未曾有の繁栄が訪れるとも説く。
続く8章では、イザヤは生まれた二男に「マヘル・シャラル・ハシュ・バズ」（分捕りは早く、略奪は速やかに来る）という名をつけるよう神に告げられる。その子が大きくなるまでにアッシリアがダマスカスもイスラエルも征服してユダに迫るだろうが、神がわれらとともにある（インマヌエル）ため諸国の同盟軍がユダ征服に成功することはないと述べ、おそれるべきは敵軍ではなく神であること、苦悩と闇から逃れるすべはないがその先に希望があることを説く。
しかし結局アハズ王はイザヤの言に従わずアッシリアに従い援軍を求める。アッシリアによってダマスカスもイスラエルも征服され、ユダも属国となり荒廃してしまう。

## 解釈
後に、キリスト教の誕生後はインマヌエルとは聖母マリアの処女懐胎のことであると解釈されるようになった。しかし、7章14節の "almah" （乙女）の訳をめぐる論争もある。
ユダヤ教では神はイエス誕生からさかのぼること数百年のアハズ王の時代に向けてしるしを送ると述べていること、インマヌエルが救い主であるとは述べていないなどの理由からこの予言をメシア出現の預言とは考えていない。

## 人名
Immanuel（インマヌエル）はキリスト教徒のファーストネームに広くつけられるようになったほか（例：イマヌエル・カント）、マヌエル、マニュエル、エマニュエル、エマヌエーレ、エマヌエルなど様々に変形している。

## 団体名
- イムマヌエル綜合伝道団（Immanuel General Mission）
- イムマヌエル学校（Immanuel Christian School）

## 芸術
- 救い主エマヌイル：インマヌエルを描いたイコン